# Großkrotzenburg
Großkrotzenburg est une municipalité allemande située dans le land de la Hesse et l'arrondissement de Main-Kinzig. Sa centrale thermique est visible de loin.

## Jumelages
La commune de Großkrotzenburg est jumelée avec :
- Torsby (Suède) depuis 1966
- Achères (France) depuis mai 1972